# Sin/Pecado
Sin/Pecado — третий альбом португальской группы Moonspell, вышедший в 1998 году.
На Sin/Pecado Moonspell отошли от своего прежнего звучания, записав диск, стиль которого характеризуют как готик-дум с многочисленными электронными эффектами или готический рок. Эксперименты со стилем были довольно неоднозначно восприняты фанатами группы. Кроме того, это первый альбом, записанный без басиста Жуана Педру (Ареса), который покинул группу в результате конфликта с остальными участниками.
Во Франции альбом разошёлся тиражом более чем 12000 копий.

## Список композиций
| №                   | Название                          | Длительность |
| ------------------- | --------------------------------- | ------------ |
| 1.                  | «Slow Down!»                      | 0:40         |
| 2.                  | «Handmade God»                    | 5:33         |
| 3.                  | «2econd Skin»                     | 4:50         |
| 4.                  | «Abysmo»                          | 4:59         |
| 5.                  | «Flesh»                           | 3:02         |
| 6.                  | «Magdalene»                       | 6:16         |
| 7.                  | «Vulture Culture (Gloria Domini)» | 4:59         |
| 8.                  | «Eurotica»                        | 3:49         |
| 9.                  | «Mute»                            | 6:00         |
| 10.                 | «Dekadance»                       | 5:49         |
| 11.                 | «Let the Children Cum to Me»      | 6:53         |
| 12.                 | «The Hanged Man»                  | 6:26         |
| 13.                 | «13!»                             | 6:00         |
| Общая длительность: | Общая длительность:               | 61:58        |

## Участники записи
- Фернанду Рибейру — вокал
- Рикарду Аморим — гитара
- Сержиу Крестана — бас-гитара
- Педру Пайшан — клавишные
- Мигел Гашпар — ударные
- Биргит Цахер — сессионная вокалистка